# Lisa Eilbacher
Lisa Eilbacher (nacida en Dhahran, Arabia Saudita; el 5 de mayo de 1956) es una actriz de cine y televisión estadounidense.

## Biografía

### Vida personal
Eilbacher nació en Dhahran, Arabia Saudita, hija de un ejecutivo de una compañía petrolera de Estados Unidos. Se crio en Francia. Su hermana Cindy también es actriz, más conocida por interpretar a la hija de Jerry Van Dyke en la serie de TV de poca duración My Mother the Car.
Eilbacher está casada con Brad May, cuya labor en la fotografía y otros detrás de las áreas de escena de la televisión y el cine ha sido considerable desde la década de 1970. May dirigió su episodio "Nightsong" en New Twilight Zone con un lanzamiento reciente en DVD de la serie incluyendo un comentario sobre ella por él.

### Carrera
Eilbacher comenzó a actuar de niña apareciendo en programas tan populares como My Three Sons y Gunsmoke. 	
Más tarde se hizo una transición a papeles de adulto. En 1976 audicionó para el papel de la princesa Leia en la primera película de La Guerra de las Galaxias. Actualmente es más recordada por sus papeles en dos películas populares de la década de 1980: An Officer and a Gentleman y Beverly Hills Cop. En An Officer and a Gentleman interpretó a una cadete de la Marina que no podía completar la pista de obstáculos. Fisioculturista en la vida real, Eilbacher dijo que el aspecto más difícil de ese papel fue «fingir» que no estaba en forma. En BHC, interpretó a Jenny Summers, una amiga de la infancia del personaje de Eddie Murphy, Axel Foley, a la que Foley visita tras el asesinato mutuo de otro amigo de la infancia y, posteriormente, le ayudaba a resolver el asesinato.
Eilbacher también protagonizó la miniserie épica de 1983 The Winds of War interpretando a Madeleine Henry. Tuvo el papel principal como Callie Shaw en Hardy Boys Mysteries en 1977, y ese mismo año apareció como "Lisa" en el episodio "The Innocent" de la serie de poca duración Logan's Run. También apareció en la película de televisión de 1974 Bad Ronald, This House Possessed de 1981, y muchas otras películas cinematográficas y de televisión, y episodios de series (memorablemente, el episodio de The New Twilight Zone, "Nightsong" de 1986.) 
Eilbacher ha trabajado de manera constante a través de los años 1980 y 1990, aunque en los últimos años sus apariciones han sido muy escasas. Su aparición en This House Possessed de 1981 fue realmente un complemento de su trabajo con Parker Stevenson unos años antes en The Hardy Boys.

## Filmografía
- The War Between Men and Women (1972) como Caroline Kozlenko.
- The Texas Wheelers (1974, serie de televisión) como Sally.
- Bad Ronald (1974, telefilm) como Ellen Wood.
- Panache (1976, telefilm) como Lisa.
- The Hardy Boys/Nancy Drew Mysteries (1977, serie de televisión) como Callie Shaw.
- Run for the Roses (1977) como Carol.
- The Amazing Spider-Man (1977, serie de televisión) como Judy Tyler.
- Wheels (1978, miniserie) como Jody Horton.
- The Ordeal of Patty Hearst (1979, telefilm) como Patty Hearst.
- Love for Rent (1979, telefilm) como Lynn Martin.
- To Race the Wind (1980, telefilm) como Kit.
- This House Possessed (1981, telefilm) como Sheila Moore 'Margaret'.
- On the Right Track (1981) como Jill.
- Spider-Man (1981, serie de televisión) voz.
- An Officer and a Gentleman (1982) como Casey Seeger.
- The Winds of War (1983, miniserie) como Madeline Henry.
- 10 to Midnight (1983) como Laurie Kessler.
- Ryan's Four (1983) (TV) como Sorenson.
- Beverly Hills Cop (1984) como Jeannette 'Jenny' Summers.
- Me and Mom (1985, serie de televisión) como Kate Morgan.
- Monte Carlo (1986, miniserie) como Maggie Egan.
- Deadly Deception (1987, telefilm) como Anne.
- Never Say Die (1988) como Melissa Jones.
- Deadly Intent (1988, vídeo) como Laura Keaton.
- Leviathan (1989) como Bridget Bowman.
- Manhunt: Search for the Night Stalker (1989, telefilm) como Anne Clark.
- The Last Samurai (1990) como Susan.
- Joshua's Heart (1990, telefilm) como Kit.
- Midnight Caller (1988, serie de televisión) como Nicky Molloy (1990-1991).
- Blind Man's Bluff (1992, telefilm) como Carolyn.
- Live Wire (1992) como Terry O'Neill.
- Deadly Matrimony (1992, telefilm) como Nina Sloane.
- 919 Fifth Avenue (1995, telefilm) como Janet Van Degen.
- The Return of Hunter (1995, telefilm) como Sally Vogel.
- Dazzle (1995, telefilm) como Fernanda Kilkullen.